# Angel of Retribution
Angel of Retribution (engl. für: „Engel der Vergeltung“) ist das 15. Studioalbum der britischen Heavy-Metal-Band Judas Priest. Das Album erschien am 1. März 2005 als CD, DualDisc und in einer Version mit CD und DVD. Als Schallplatte wurde das Album erstmals im Jahr 2010 durch das Plattenlabel Back on Black veröffentlicht. Die manchen Ausgaben des Albums beiliegende DVD bzw. die DVD-Seite der DualDisc-Ausgabe enthält neben einer Dokumentation zur Reunited-Tour aus dem Jahr 2004 sieben dort live mitgeschnittene Lieder aus den früheren Jahren der Band, darunter auch das Joan-Baez-Cover Diamonds & Rust.

## Entstehung
Es ist das erste Album nach der Rückkehr von Sänger Rob Halford zur Band, die beiden Vorgängeralben Jugulator und Demolition waren von Tim „Ripper“ Owens eingesungen worden.
Produziert wurde Angel of Retribution von Roy Z und Tom Allom, für das Coverbild zeichnete Mark Wilkinson verantwortlich, dessen Arbeiten zuvor bereits unter anderem alle Judas-Priest-Alben seit Ram It Down (1988), sowie Glenn Tiptons Soloalbum Baptizm of Fire zierten.

## Titelliste
1. Judas Rising – 4:13
2. Deal with the Devil – 3:54
3. Revolution – 4:42
4. Worth Fighting For – 4:18
5. Demonizer – 4:37
6. Wheels of Fire – 3:46
7. Angel – 4:24
8. Hellrider – 6:23
9. Eulogy – 2:52
10. Lochness – 13:29

## Rezeption
Während James Christopher Monger von Allmusic die Leistung der Band als „halbherzig“ und die Musik auf Angel of Retribution als „Heavy Metal nach Vorschrift“ bezeichnete, erhielt das Album in der deutschen Musikzeitschrift Rock Hard neun von zehn möglichen Punkten und wurde unter den zehn besten Alben des Monats geführt. Götz Kühnemund verwies in seiner Kritik zu Angel of Retribution mehrfach auf Parallelen zum letzten Judas-Priest-Album vor dem Ausstieg Rob Halfords, Painkiller, und konstatierte, die Band habe „ihre Aufgabe erfüllt“.

## Chartplatzierungen
Das Album erreichte Platz 13 der Billboard 200 und Platz 5 der deutschen Albumcharts.
| ChartsChartplatzierungen       | Höchstplatzierung | Wochen |
| ------------------------------ | ----------------- | ------ |
| Deutschland (GfK)              | 5 (6 Wo.)         | 6      |
| Österreich (Ö3)                | 10 (5 Wo.)        | 5      |
| Schweiz (IFPI)                 | 19 (4 Wo.)        | 4      |
| Vereinigte Staaten (Billboard) | 13 (6 Wo.)        | 6      |
| Vereinigtes Königreich (OCC)   | 39 (2 Wo.)        | 2      |